# Lovesick (песня Эмили Осмент)
Lovesick — второй сингл, который исполнила Эмили Осмент из её второго студийного альбома Fight or Flight. Она была реализована в качестве сингла 19 октября 2010. Премьерный показ видеоклипа состоялся 14 января 2011 на MySpace. EP версия имеет другую обложку, фон взят из обложки песни Let’s Be Friends. На нём использован тот же шрифт, как и на обложке альбома, но вместо слов «Fight or Flight» там написано «Lovesick».

## Музыкальное видео
Премьера клипа состоялась исключительно на MySpace, и как заявила сама Эмили Осмент, тема была главным образом о роботах и о том, как роботы могут влюбиться, и любовь является универсальной. Осмент также рассказала, что это видение пришло ей в голову во время записи песни. На видео Осмент имела новый вид, она была одета в платье с металлическим каркасом и имела новую прическу. В видео также фигурирует её группа светящаяся в темноте в костюмах роботов, и все видео снято в темноте с различными типами освещения. Видео было снято в Лос-Анджелесе. 15 декабря 2010 года Осмент загрузила видео своим поклонникам на свой канал YouTube. В видео были показаны фотографии её поклонников со словом «Lovesick».

## Список композиций
Сингл версия
| №  | Название   | Автор(ы)                              | Длительность |
| -- | ---------- | ------------------------------------- | ------------ |
| 1. | «Lovesick» | Эмили Осмент, Тоби Гэд, Линди Роббинс | 3:26         |

EP версия
| №  | Название                             | Автор(ы)                              | Длительность |
| -- | ------------------------------------ | ------------------------------------- | ------------ |
| 1. | «Lovesick»                           | Эмили Осмент, Тоби Гэд, Линди Роббинс | 3:26         |
| 2. | «Lovesick (The Elder Jepson Remix)»  | Эмили Осмент, Тоби Гэд, Линди Роббинс | 4:23         |
| 3. | «Lovesick (The Price Villiam Remix)» | Эмили Осмент, Тоби Гэд, Линди Роббинс | 3:37         |
| 4. | «Lovesick (The Coltman Remix)»       | Эмили Осмент, Тоби Гэд, Линди Роббинс | 5:43         |

## Чарты
| Чарт (2011)                     | Максимальная позиция |
| ------------------------------- | -------------------- |
| Canadian Hot 100                | 66                   |
| Великобритания (OCC UK Singles) | 67                   |

## Релиз
| Страна            | Дата релиза     | Формат               |
| ----------------- | --------------- | -------------------- |
| Франция           | 4 февраля 2011  | Digital Download     |
| Австралия         | 4 февраля 2011  | Digital Download     |
| Япония            | 4 февраля 2011  | Digital Download     |
| Соединённые Штаты | 22 февраля 2011 | Digital Download     |
| Великобритания    | 11 марта 2011   | Digital Download     |
| Германия          | 15 апреля 2011  | CD, Digital Download |
| Ирландия          | 15 апреля 2011  | CD, Digital Download |
| Великобритания    | 17 апреля 2011  | CD, Digital EP       |